# Simon Jolán (színművész)

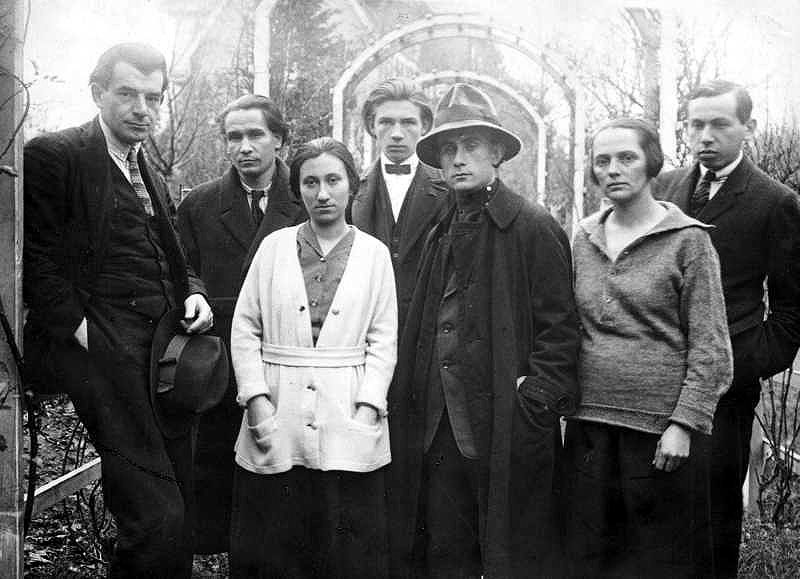
A bécsi Ma munkatársai

Simon Margit Jolán (Újpest, 1885. május 31. – Budapest, 1938. szeptember 24.) színésznő, előadóművész; tragikus haláláig Kassák Lajos felesége.

## Élete
Simon András és Hazafi Margit leányaként született. Korán elveszítette apját, özvegyen maradt varrónő édesanyjának segédkezett, majd cseléd volt egy grófnál. 17 évesen, 1902. november 23-án Újpesten feleségül ment a nála kilenc évvel idősebb Nagy János Pál bútorasztalos-segédhez, és három gyermeket szült neki. Családjától hamarosan különköltözött.
Az Egyesült Izzóban munkásnőként dolgozott. Az Újpesti Munkásotthon egyik rendezvényén megismerkedett Kassák Lajossal.
Szavalókórusokat vezetett. Elvégezte Rózsahegyi Kálmán színiiskoláját. Pályafutását a Budai Színkörben kezdte, Feld Irén társulatánál. 1918-ban Bárdos Artúr meghívására a Belvárosi Színházhoz került.
1920-ban követte Kassákot a bécsi emigrációba. A Tett, majd a Ma c. lapoknál csoportosuló Kassák-kör előadásain – Budapesten, Bécsben, Prágában, Kassán, Érsekújvárott, Ungváron és Berlinben – az avantgárd mestereinek alkotásait szólaltatta meg: Kassák, Barta Sándor, Hans Arp, Kurt Schwitters, Richard Huelsenbeck, Ivan Goll, Hugo Ball, Apollinaire, Blaise Cendrars, Marcel Lecomte műveit.
Kassákkal 1926-ban tértek haza. A Munka Körben szavalókórusokat szerveztek, ezeken lépett fel. 1928. május 4-én kötöttek házasságot Budapesten. 1936-tól kezdődően „népjóléti megbízottként” a segélyre jogosultak életkörülményeit vizsgálta. A tapasztaltaktól kétségbeesett, és öngyilkos lett. Ebben állítólag Kassák nőügyei is ludasak voltak.
Temetésén Kéthly Anna mondott gyászbeszédet.
Kassák csak 25 év múlva tudott megemlékezni róla egy versben: Rekviem egy asszonyért.

## Fontosabb színházi szerepei
- Henschelné (Hauptmann: Henschel fuvaros)
- Az anya (Strindberg: Hattyúvér)
- Erzsi (Földes I.: Terike)